# Tarsus
Tarsus (egyéb nevein: Tarszosz, Tarzus, Tarzusz, Tárzus, Tárzusz) város Törökország déli részén, Mersin tartományban, 15-20 km-re a Földközi-tenger partjától. Lakossága 321 ezer fő volt 2013-ban.
A település igen hosszú múlttal rendelkezik és története a prehisztorikus időkig nyúlik vissza. A hosszú történelme folyamán sokszor cserélt gazdát (hatti, hettita, asszír, perzsa, görög, római, bizánci, arab, örmény, oszmán-török). A római korban Kilikia fővárosa volt.  
Tarszoszi Antipatrosz görög filozófus és Pál apostol szülővárosa. 

## Fordítás
- Ez a szócikk részben vagy egészben  a   Tarsus, Mersin című angol Wikipédia-szócikk fordításán alapul.  Az eredeti cikk szerkesztőit annak laptörténete sorolja fel. Ez a jelzés csupán a megfogalmazás eredetét és a szerzői jogokat jelzi, nem szolgál a cikkben szereplő információk forrásmegjelöléseként.